# Pholien Systermans
Pholien Systermans (Luik, 27 maart 1990) is een Belgisch zwemmer die gespecialiseerd is de vrije slag. Systermans studeert aan de Universiteit van Florida.

## Zwemcarrière
Systermans nam in 2005 deel aan de Olympische Jeugdspelen. Met de estafetteploeg 4x100m haalde hij er de finale. In 2008 kon hij zich plaatsen voor de 100m en 200m vrije slag op de Europese kampioenschappen voor de jeugd. Een jaar later nam hij voor het eerst deel aan een wereldkampioenschap voor senioren. Zowel op de 200m, de 4x100m en de 4x200m vrije slag strandde hij in de voorrondes. Op datzelfde EK zwom hij niet met de zwempakken van de nationale ploeg. De Belgisch zwembond sleepte hem daarom voor de rechter. Aanvankelijk moest hij €1500 boete betalen, maar later kreeg Systermans in eerste aanleg toch gelijk en hoefde hij de boete niet te betalen.

## Belangrijkste resultaten
| Jaar | Olympische Spelen | WK langebaan                                                    | WK kortebaan          | EK langebaan        | EK kortebaan  |
| ---- | ----------------- | --------------------------------------------------------------- | --------------------- | ------------------- | ------------- |
| 2009 |                   | 39e 200m vrije slag 17e 4x100m vrije slag 14e 4x200m vrije slag | geen deelname         |                     | geen deelname |
| 2010 |                   |                                                                 | 11e 4x200m vrije slag | 24e 200m vrije slag | geen deelname |
| 2011 |                   | geen deelname                                                   |                       |                     | geen deelname |
| 2012 | geen deelname     |                                                                 | geen deelname         | 29e 200m vrije slag | geen deelname |
| 2013 |                   | geen deelname                                                   |                       |                     | geen deelname |
| 2014 |                   |                                                                 | geen deelname         | geen deelname       |               |
| 2015 |                   | geen deelname                                                   |                       |                     | geen deelname |
| 2016 | geen deelname     |                                                                 | geen deelname         | geen deelname       |               |
| 2017 |                   | geen deelname                                                   |                       |                     | geen deelname |

## Persoonlijke records
(Bijgewerkt tot en met 25 mei 2012)

### Kortebaan
| Afstand         | Tijd    | Datum           | Plaats     |
| --------------- | ------- | --------------- | ---------- |
| 100m vrije slag | 48,69   | 14 oktober 2009 | Wachtebeke |
| 200m vrije slag | 1.46,58 | 14 oktober 2009 | Wachtebeke |

### Langebaan
| Afstand         | Tijd    | Datum        | Plaats |
| --------------- | ------- | ------------ | ------ |
| 100m vrije slag | 50,19   | 26 juli 2009 | Rome   |
| 200m vrije slag | 1.49,03 | 26 juli 2009 | Rome   |